# Horvát labdarúgókupa
A horvát labdarúgókupa vagy horvát kupa (hivatalos nevén Hrvatski nogometni kup) a legrangosabb nemzeti labdarúgókupa Horvátországban, amelyet először 1992-ben rendeztek meg. Előtte a jugoszláv kupában szerepeltek a horvát csapatok. A legsikeresebb klub a Dinamo Zagreb, amely eddig 14 alkalommal hódította el a trófeát.
A horvát kupa az ország második legrangosabb labdarúgó versenykiírása, a horvát bajnokság után. A kupa győztese jogán Horvátország csapatot indíthat a következő évi Európa-ligában.

## Rendszere
A kupa versenykiírását a Horvát labdarúgó-szövetség végzi. A sorozatban összesen 48 csapat indul, melyek a következőképen néz ki:
- A 16 legerősebb csapat, melyet a koefficiens által állapítanak meg. Ebben benne van az előző 5 szezon kupaszereplése is.
- 21 regionális győztes, melyek megyei selejtezők után kerülnek ki.
- 11 regionális döntős (a 11 legtöbb csapattal rendelkező megyéből)

A 21 regionális győztest illetve a 11 döntőst az előselejtezőben párosítják össze. Egyetlen mérkőzés dönt a továbbjutásról és amennyiben 90 perc után döntetlenre állnak a felek, következik a kétszer 15 perces hosszabbítás. Ha itt sem dől el a párharc sorsa, akkor tizenegyesrúgásokkal döntenek a továbbjutásról.
Az első osztályú csapatok általában az első fordulóban szoktak csatlakozni, ami a legjobb 32 mezőnyének felel meg.
- Nyolcaddöntők - 16 csapat (A legjobb 32 győztesei)
- Negyeddöntők - 8 csapat (A nyolcaddöntők győztesei) Innentől kezdve oda-visszavágós alapon döntenek a továbbjutásról.
- Elődöntők - 4 csapat (A negyeddöntők győztesei)
- Döntő  - 2 csapat (Az elődöntők győztesei)

## Eddigi győztesek
| Év   | Győztes           | Eredmény         | Ezüstérmes        |
| ---- | ----------------- | ---------------- | ----------------- |
| 1941 | Gradanski Zagreb  | 2-2, 6-2         | Concordia Zagreb  |
|      |                   |                  |                   |
| 1992 | NK Inter-Zaprešić | 1-1, 1-0         | Croatia Zagreb    |
| 1993 | Hajduk Split      | 4-1, 1-2         | Croatia Zagreb    |
| 1994 | Croatia Zagreb    | 2-0, 0-1         | HNK Rijeka        |
| 1995 | Hajduk Split      | 3-2, 1-0         | Croatia Zagreb    |
| 1996 | Croatia Zagreb    | 2-0, 1-0         | NK Varaždin       |
| 1997 | Croatia Zagreb    | 2-1              | NK Zagreb         |
| 1998 | Croatia Zagreb    | 1-0, 2-1         | NK Varaždin       |
| 1999 | NK Osijek         | 2-1 hu           | Cibalia Vinkovci  |
| 2000 | Hajduk Split      | 2-0, 0-1         | Croatia Zagreb    |
| 2001 | Dinamo Zagreb     | 2-0, 1-0         | Hajduk Split      |
| 2002 | Dinamo Zagreb     | 1-1, 1-0         | NK Varaždin       |
| 2003 | Hajduk Split      | 1-0, 4-0         | NK Pula 1856      |
| 2004 | Dinamo Zagreb     | 0-0, 1-1         | NK Varaždin       |
| 2005 | HNK Rijeka        | 2-1, 1-0         | Hajduk Split      |
| 2006 | HNK Rijeka        | 4-0, 1-5         | NK Varaždin       |
| 2007 | Dinamo Zagreb     | 1-0, 1-1         | NK Slaven Belupo  |
| 2008 | Dinamo Zagreb     | 3-0, 0-0         | Hajduk Split      |
| 2009 | Dinamo Zagreb     | 3-0, 0-3 t (4-3) | Hajduk Split      |
| 2010 | Hajduk Split      | 2-1, 2-0         | HNK Šibenik       |
| 2011 | Dinamo Zagreb     | 5-1, 3-1         | NK Varaždin       |
| 2012 | Dinamo Zagreb     | 0-0, 3-1         | NK Osijek         |
| 2013 | Hajduk Split      | 2-1, 3-3         | Lokomotiva Zagreb |
| 2014 | HNK Rijeka        | 1-0, 2-0         | Dinamo Zagreb     |
| 2015 | Dinamo Zagreb     | 0-0 t:4-2        | RNK Split         |
| 2016 | Dinamo Zagreb     | 2-0              | NK Slaven Belupo  |
| 2017 | HNK Rijeka        | 3-1              | Dinamo Zagreb     |
| 2018 | Dinamo Zagreb     | 1-0              | Hajduk Split      |

* hu: Hosszabbítás után
* t: Tizenegyesrúgások után

### Dicsőségtábla
| Klub              | Győztes | Ezüstérmes | Győztes évek :                                                                           |
| ----------------- | ------- | ---------- | ---------------------------------------------------------------------------------------- |
| Dinamo Zagreb     | 15      | 6          | 1994, 1996, 1997, 1998, 2001, 2002, 2004, 2007, 2008, 2009, 2011, 2012, 2015, 2016, 2018 |
| Hajduk Split      | 6       | 5          | 1993, 1995, 2000, 2003, 2010, 2013                                                       |
| HNK Rijeka        | 4       | 1          | 2005, 2006, 2014, 2017                                                                   |
| NK Osijek         | 1       | 1          | 1999                                                                                     |
| NK Inter-Zaprešić | 1       | 0          | 1992                                                                                     |
| NK Varaždin       | 0       | 6          |                                                                                          |
| NK Zagreb         | 0       | 1          |                                                                                          |
| Cibalia Vinkovci  | 0       | 1          |                                                                                          |
| NK Istra          | 0       | 1          |                                                                                          |
| NK Slaven Belupo  | 0       | 2          |                                                                                          |
| HNK Šibenik       | 0       | 1          |                                                                                          |
| Lokomotiva Zagreb | 0       | 1          |                                                                                          |

## Lásd még
- Horvát labdarúgó-szuperkupa